# Томас, Кенни
Кеннет Корнелиус Томас (англ. Kenneth Cornelius Thomas) — американский профессиональный баскетболист, выступавший в Национальной баскетбольной ассоциации.

## Биография
Томас учился в старшей школе Остина в Эль-Пасо (штат Техас), а выпускной год провёл в Альбукерке (штат Нью-Мексико). В Альбукерке он в среднем за игру набирал 25,2 очка и делал 16,9 подбора и помог школе завершить баскетбольный сезон с результатом 22-3 и завоевать титул чемпиона штата среди команд уровня 4А. За его достижения журнал Parade включил его во всеамериканскую сборную в 1995 году .
По окончании школы Томас поступил в университет Нью-Мексико. По окончании обучения он занимал второе место в истории школы по количеству набранных очков (1931), блок-шотов (239) и броскам сверху (114), а также был лидером по подборам (1032). В 1998 году он был включён во всеамериканскую сборную.
Томас был выбран на драфте НБА 1999 года в первом раунде под общим 22 номером клубом «Хьюстон Рокетс». Уже в своём дебютном сезоне он стал лидером команды по подборам. В последующие годы он продолжал быть одним из лучших игроков команды по подборам, но во время сезона 2002/03 годов его обменяли в «Филадельфию 76». В сезоне 2003/04 годах он был одним из 11 баскетболистов, которые в сезоне среднем за игру делали дабл-дабл.
23 февраля 2005 года Томас был обменян в «Сакраменто Кингз». 18 февраля 2010 года «Кингз» отчислили его из своего состава.
В межсезонье 2010 года он участвовал в предсезонном тренировочном лагере «Мемфис Гриззлис», но так и не попал в окончательный состав.

## Статистика

### Статистика в НБА
| Сезон                                                                                    | Команда     | Регулярный сезон | Регулярный сезон | Регулярный сезон | Регулярный сезон | Регулярный сезон | Регулярный сезон | Регулярный сезон | Регулярный сезон | Регулярный сезон | Регулярный сезон | Регулярный сезон | Серия плей-офф | Серия плей-офф | Серия плей-офф | Серия плей-офф | Серия плей-офф | Серия плей-офф | Серия плей-офф | Серия плей-офф | Серия плей-офф | Серия плей-офф | Серия плей-офф |
| Сезон                                                                                    | Команда     | GP               | GS               | MPG              | FG%              | 3P%              | FT%              | RPG              | APG              | SPG              | BPG              | PPG              | GP             | GS             | MPG            | FG%            | 3P%            | FT%            | RPG            | APG            | SPG            | BPG            | PPG            |
| ---------------------------------------------------------------------------------------- | ----------- | ---------------- | ---------------- | ---------------- | ---------------- | ---------------- | ---------------- | ---------------- | ---------------- | ---------------- | ---------------- | ---------------- | -------------- | -------------- | -------------- | -------------- | -------------- | -------------- | -------------- | -------------- | -------------- | -------------- | -------------- |
| 1999/00                                                                                  | Хьюстон     | 72               | 29               | 25,0             | 39,9             | 26,2             | 66,0             | 6,1              | 1,6              | 0,8              | 0,3              | 8,3              | Не участвовал  | Не участвовал  | Не участвовал  | Не участвовал  | Не участвовал  | Не участвовал  | Не участвовал  | Не участвовал  | Не участвовал  | Не участвовал  | Не участвовал  |
| 2000/01                                                                                  | Хьюстон     | 74               | 21               | 24,6             | 44,3             | 27,2             | 72,2             | 5,6              | 1,0              | 0,5              | 0,6              | 7,1              | Не участвовал  | Не участвовал  | Не участвовал  | Не участвовал  | Не участвовал  | Не участвовал  | Не участвовал  | Не участвовал  | Не участвовал  | Не участвовал  | Не участвовал  |
| 2001/02                                                                                  | Хьюстон     | 72               | 71               | 34,5             | 47,8             | 0,0              | 66,4             | 7,2              | 1,9              | 1,2              | 0,9              | 14,1             | Не участвовал  | Не участвовал  | Не участвовал  | Не участвовал  | Не участвовал  | Не участвовал  | Не участвовал  | Не участвовал  | Не участвовал  | Не участвовал  | Не участвовал  |
| 2002/03                                                                                  | Хьюстон     | 20               | 14               | 29,3             | 43,2             | -                | 73,3             | 6,9              | 2,0              | 0,8              | 0,3              | 9,9              | Не участвовал  | Не участвовал  | Не участвовал  | Не участвовал  | Не участвовал  | Не участвовал  | Не участвовал  | Не участвовал  | Не участвовал  | Не участвовал  | Не участвовал  |
| 2002/03                                                                                  | Филадельфия | 46               | 28               | 30,3             | 48,2             | -                | 75,0             | 8,5              | 1,6              | 1,0              | 0,5              | 10,2             | 12             | 12             | 32,4           | 53,5           | -              | 65,5           | 9,3            | 0,9            | 0,7            | 0,4            | 10,6           |
| 2003/04                                                                                  | Филадельфия | 74               | 72               | 36,5             | 46,9             | 20,0             | 75,2             | 10,1             | 1,5              | 1,1              | 0,4              | 13,6             | Не участвовал  | Не участвовал  | Не участвовал  | Не участвовал  | Не участвовал  | Не участвовал  | Не участвовал  | Не участвовал  | Не участвовал  | Не участвовал  | Не участвовал  |
| 2004/05                                                                                  | Филадельфия | 47               | 43               | 28,6             | 45,6             | 25,0             | 79,8             | 6,6              | 1,6              | 0,9              | 0,1              | 11,3             | Не участвовал  | Не участвовал  | Не участвовал  | Не участвовал  | Не участвовал  | Не участвовал  | Не участвовал  | Не участвовал  | Не участвовал  | Не участвовал  | Не участвовал  |
| 2004/05                                                                                  | Сакраменто  | 26               | 15               | 31,7             | 49,2             | 0,0              | 72,2             | 8,7              | 2,9              | 1,0              | 0,4              | 14,5             | 5              | 5              | 30,6           | 51,1           | -              | 70,0           | 8,8            | 2,4            | 0,8            | 0,4            | 12,0           |
| 2005/06                                                                                  | Сакраменто  | 82               | 55               | 28,0             | 50,5             | 0,0              | 67,6             | 7,5              | 2,0              | 0,9              | 0,5              | 9,1              | 6              | 6              | 24,7           | 54,2           | -              | 69,2           | 4,5            | 1,3            | 0,8            | 0,0            | 5,8            |
| 2006/07                                                                                  | Сакраменто  | 62               | 53               | 22,8             | 48,2             | 0,0              | 51,3             | 6,1              | 1,2              | 0,7              | 0,3              | 5,3              | Не участвовал  | Не участвовал  | Не участвовал  | Не участвовал  | Не участвовал  | Не участвовал  | Не участвовал  | Не участвовал  | Не участвовал  | Не участвовал  | Не участвовал  |
| 2007/08                                                                                  | Сакраменто  | 23               | 3                | 12,2             | 42,1             | -                | 0,0              | 2,7              | 0,6              | 0,3              | 0,0              | 1,4              | Не участвовал  | Не участвовал  | Не участвовал  | Не участвовал  | Не участвовал  | Не участвовал  | Не участвовал  | Не участвовал  | Не участвовал  | Не участвовал  | Не участвовал  |
| 2008/09                                                                                  | Сакраменто  | 8                | 0                | 7,7              | 37,5             | -                | -                | 1,9              | 0,1              | 0,8              | 0,1              | 0,8              | Не участвовал  | Не участвовал  | Не участвовал  | Не участвовал  | Не участвовал  | Не участвовал  | Не участвовал  | Не участвовал  | Не участвовал  | Не участвовал  | Не участвовал  |
| 2009/10                                                                                  | Сакраменто  | 26               | 2                | 12,0             | 48,6             | -                | 58,3             | 3,3              | 0,6              | 0,4              | 0,4              | 1,6              | Не участвовал  | Не участвовал  | Не участвовал  | Не участвовал  | Не участвовал  | Не участвовал  | Не участвовал  | Не участвовал  | Не участвовал  | Не участвовал  | Не участвовал  |
|                                                                                          | Всего       | 632              | 406              | 27,4             | 46,5             | 24,4             | 69,9             | 6,9              | 1,5              | 0,8              | 0,4              | 9,3              | 23             | 23             | 30,0           | 52,9           | -              | 67,7           | 8,0            | 1,3            | 0,7            | 0,3            | 9,7            |
| Наведите курсор мыши на аббревиатуры в заголовке таблицы, чтобы прочесть их расшифровку. |             |                  |                  |                  |                  |                  |                  |                  |                  |                  |                  |                  |                |                |                |                |                |                |                |                |                |                |                |